# 多民族性

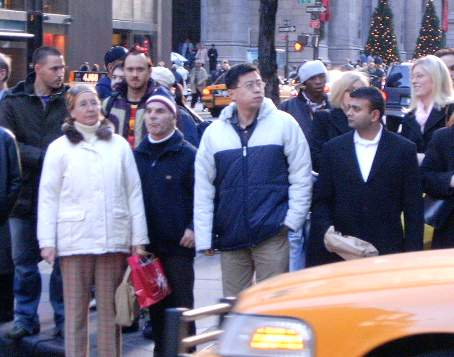
纽约市的多种族

多民族性（英語：Polyethnicity），又称多元民族性或多种族性，是指在一个国家或其他特定地理区域内，来自不同族群背景的人在社会上接近并相互影响的特定文化现象。
同样的术语还可能涉及个人认同自己为多民族的能力和意愿。当多个族群居住在一个特定地区时，特别是通过移民、通婚、贸易、征服和战后土地分割等手段，就会出现多民族现象。这对各国和各地区产生了许多政治和社会影响。
许多国家（即使不是所有国家）都有一定程度的多民族性，尼日利亚和加拿大等国的多民族性程度较高，而日本和波兰等国的多民族性程度较低（更确切地说，是同质性）。一些西方国家普遍存在的多民族现象引发了一些反对多民族性的论点，其中包括认为多民族现象会削弱每个社会的优势；以及在多民族国家中，针对某些民族制定不同的法律可以更好地处理政治-民族问题。

## 概念历史
1985 年，加拿大历史学家威廉.H.麦克尼尔（William H. McNeill）在多伦多大学就古代和现代文化中的多民族问题举办了三次系列讲座。麦克尼尔的讲座主要论点是，同质社会的理想1750年至1920年期间可能在西欧有所发展，因为人们越来越信任社会政治组织的单一民族主义基础。麦克尼尔认为，在第一次世界大战期间，对同质国家的渴望开始减弱。

## 对政治的影响
多民族性使国家分裂，使政治复杂化，因为地方和国家政府试图满足所有族群的要求。许多国家的政治家试图在本国的种族认同与整个国家的认同之间找到平衡。民族主义在这些政治辩论中也发挥着重要作用，因为文化多元化和协商民主是多民族国家民族主义的民主替代方案。
民族主义是社会性的而非种族性的，这一理念要求多种多样的文化、共同的认同感和非血统的社区。文化多元国家在宪法上介于权力下放的单一制国家（如英国）和联邦制国家（如比利时、瑞士和加拿大）之间。这些多民族地区的民族政党并不反国家，而是在国家内部寻求最大的权力。许多多民族国家的政策决定都面临着这样的困境。以下国家和地区只是这一困境及其影响的几个具体例子：

### 美国
美国是一个由不同种族建立的国家，这些种族经常被描述为汇聚在一个“大熔炉”中。“大熔炉”一词用来强调各组成群体相互影响和被影响的程度，而“沙拉盘”一词则是最近创造出来的，与“大熔炉”的比喻形成对比，强调这些群体尽管彼此接近，但仍保持着基本的独特身份，并对所有这些群体所居住的整体文化产生影响。
近年来一个有争议的政治问题是双语问题。在过去的几个世纪中，许多移民来自以西班牙语为母语的西语美洲，他们已成为西南部许多地区的重要少数民族，甚至是多数民族。在新墨西哥州，讲西班牙语的人口超过40%。由于相当一部分人口（在许多地区占人口大多数）都以西班牙语为母语，因此语言政策出现了争议。
最大的争论点在于少数语言学生的双语教育、非英语选票和选举材料的可用性以及英语是否是官方语言。这场争论已演变为支持双语主义和语言使用权的多元化派与强烈反对双语主义并领导唯英语运动的同化派之间的种族冲突。美国没有官方语言，但英语是事实上的国语，绝大多数美国人都讲英语。

### 加拿大
在加拿大，讲法语的人和讲英语的人之间曾发生过多次政治争论，尤其是在魁北克省。 加拿大同时将法语和英语作为官方语言。魁北克的政治在很大程度上是由民族主义决定的，因为法裔魁北克人希望在种族和语言界限的基础上从整个加拿大获得独立。主要的分离主义政党魁北克党曾两次试图获得主权（1980年一次，1995年一次），1995年以1.2%的微弱优势失败。此后，为了保持统一，加拿大授予魁北克特殊地位，承认魁北克是加拿大统一国家中的一个国家。

### 比利时
北部荷兰语区（佛兰德）和南部法语区（瓦隆尼亚）之间的分界线造成了议会民主在种族上的两极分化。虽然弗拉芒语和瓦隆语在众议院中拥有相同数量的席位，但比利时的所有政党都分裂成了两个意识形态相同但语言和种族不同的政党。近年来，政治危机愈演愈烈，人们担心比利时会分裂。

### 埃塞俄比亚
埃塞俄比亚是一个多民族国家，由80个不同民族和84种土著语言组成。埃塞俄比亚人口多样，农村地区遍布全国，因此几乎不可能建立一个强大的中央集权国家，但通过政治演变最终实现了这一目标。1974年以前，民族主义只在激进的学生团体中讨论，但到20世纪末，这一问题已成为政治辩论的焦点。
埃塞俄比亚被迫实现政治制度现代化，以妥善处理民族主义辩论。 德格军政府以马列主义意识形态控制政权，敦促民族自决，拒绝在任何民族问题上妥协。20世纪80年代，埃塞俄比亚遭受了一系列饥荒，苏联解体后，埃塞俄比亚失去了苏联的援助；德格政府随后垮台。最终，埃塞俄比亚恢复了稳定，并采用了联邦议会共和制模式的现代政治制度。
但建立一个掌握所有权力的中央政府仍然是不可能的，因此中央政府被撕裂了。现在，中央政府主持着以民族为基础的区域州，每个民族州都有权建立自己的民主政府。

### 西班牙
1808年至1814年，西班牙独立战争发生在一个多元文化的西班牙。当时的西班牙由拿破仑·波拿巴的弟弟约瑟夫·波拿巴国王控制。由于受到法国统治的控制，西班牙人组成了各民族联盟，以夺回自己的政治代表权，取代失去权力的法国政治体制。

### 东南亚

东南亚国家

东南亚大陆地区（缅甸、泰国、老挝、柬埔寨和越南）一般信奉上座部佛教或大乘佛教。大部分东南亚内陆地区（即马来西亚、汶莱和印度尼西亚）主要信奉逊尼派伊斯兰教。其余岛屿地区（菲律宾和东帝汶）主要信奉罗马天主教基督教，新加坡主要信奉大乘佛教。
19世纪末和20世纪初发生的大规模长途劳动力迁移提供了许多不同类型的种族多样性。该地区原住民之间的关系源于文化和语言群体的地区差异。移民少数民族，尤其是华人，也随之发展起来。虽然每个少数民族和宗教在政治上都存在着极端的差异，但他们仍然是政治共同体的合法成员，而且在历史上一直保持着很大程度的团结。这与邻近的东亚和南亚都有所不同。

## 对社会的影响
随着时间的推移，多种族可以改变社会实践社会规范的方式。

### 婚姻
美国通婚现象的增加导致种族界限变得模糊。美国于1967年废除了反异族通婚法（禁止异族通婚的法律），据估计，到2050年，美国将有五分之一的人口属于多民族人口。2000 年，自我认同的多种族美国人有680万，占总人口的2.4%。
虽然族裔间通婚的数量在不断增加，但人们发现某些族裔群体更有可能成为多族裔，并承认自己具有一个以上的族裔背景。巴瓦尼·阿拉班迪（Bhavani Arbandi）在其关于多民族性的文章中指出：
亚洲人和拉美人跨种族结婚的比例比黑人高得多，而且他们比黑人更有可能报告自己是多种族的，因为黑人更经常声称自己是单一民族和种族身份。作者[Lee, J & Bean, F.D]认为，之所以会出现这种情况，是因为黑人有 "奴隶制的遗产 "和歧视的历史，并且一直是美国 "一滴血规则"（有任何黑人血统就自动被称为黑人）的受害者。

### 军事

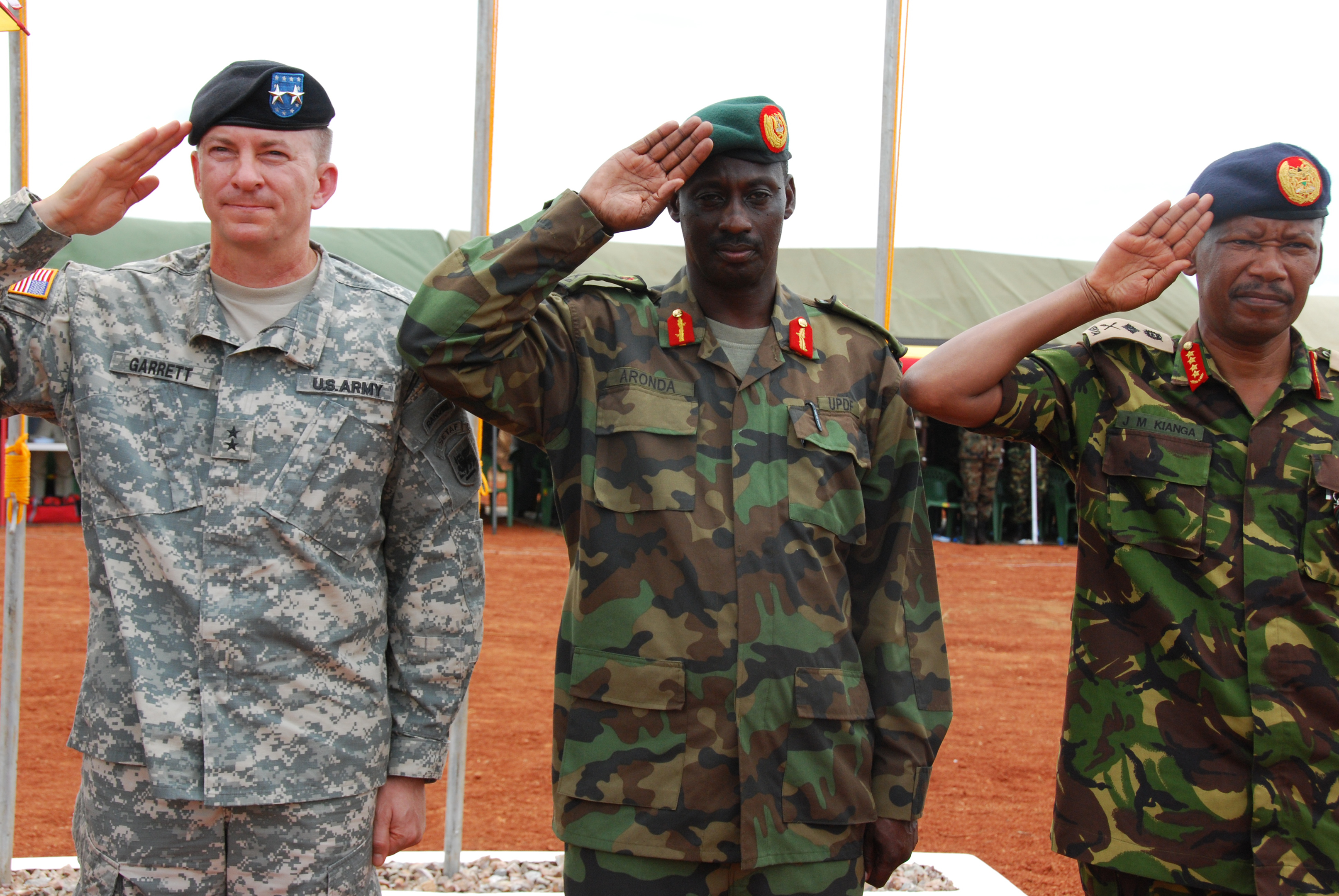
2009年10月16日，美国陆军非洲司令威廉·加勒特三世少将、乌干达人民国防军总司令尼亚卡伊里马·阿隆达将军和肯尼亚总参谋长耶利米·基安加将军在乌干达基特古姆举行的“自然之火10”开幕式上致辞。

目前，大多数武装部队都由来自不同民族背景的人组成。由于种族、民族、语言或背景的不同，他们被视为多民族。虽然多民族部队的例子很多，但最突出的是世界上最大的武装部队，包括美国、前苏联和中国的武装部队。多民族武装力量并非新现象，因为在罗马帝国、中东帝国甚至蒙古大汗时期就存在多民族武装力量。根据哈里·S·杜鲁门总统1945年的命令，美军是最早开始民族融合的现代军队之一。

## 批评
也有人反对多民族以及多民族地区的民族同化。威尔莫特-罗伯逊（Wilmot Robertson）在《民族国家》（The Ethnostate）一书中，丹尼斯-汤姆森（Dennis L. Thomson）在《不列颠哥伦比亚省孤立印第安部落的政治诉求》（The Political Demands of Isolated Indian Bands in British Columbia）一书中，主张一定程度的分离主义。
在《民族国家》一书中，罗伯逊宣称多民族性是一种理想，只会削弱每种文化。他认为，在多民族文化中，国家或地区作为一个整体，其文化顶峰的能力不如组成它的每个民族。从根本上说，多民族性会促进民族性的淡化，从而在文化的各个方面阻碍各民族的发展。
汤姆森在《不列颠哥伦比亚省孤立印第安部落的政治诉求》一书中指出，分离主义政策在某种程度上（尽管很小）是有益的。他论证了允许族裔群体（如美国和加拿大的阿米什人和哈特派教徒或挪威的萨米人）生活在治理边缘的好处。这些族群更愿意保留自己的民族特性，因此更倾向于为自己制定分离主义政策，因为这些政策不要求他们遵守国家所有民族的政策。